# Santa Creu de Torrefarrera
Santa Creu de Torrefarrera és una església neoclàssica de Torrefarrera (Segrià) protegida com a Bé Cultural d'Interès Local.

## Descripció
Església de tres naus que arriben a la mateixa altura. Les naus laterals són més petites i amb la part corresponent al creuer més oberta. Els arcs faixons es marquen a l'exterior en una mena de contraforts. Significació purament arquitectònica dels elements decoratius. Reforçament de la dimensió horitzontal, amb repetició de cornises i frontons, i campanar reduït al mirador. Sòcols de carreus regulars de filada i la resta de pedra picada col·locada irregularment.

## Història
Al darrer terç del segle xviii es posa de manifest que l'església ha quedat petita i que cal construir-ne una altra. A inicis de 1773 els mestres d'obres Marià Bicarri i Josep Codolosa van inspeccionar l'església vella i en van certificar el seu estat ruïnós. Es reuniren a la casa del Comú de la vila de Torrefarrera tots els caps de casa amb el notari Francesc Lamarca per tal d'establir les aportacions que caldria fer per poder construir el nou temple.
El mestre d'obres Isidre Roigé va fer els plànols i el plec de condicions al 1793.
La traça fou enviada a la Real Academia de Bellas Artes de San Fernando de Madrid que no va trobar el disseny gens encertat. Com que al voltant de Lleida no hi havia cap arquitecte acadèmic, ni de la de San Fernando de Madrid, ni la de Sant Carles de València, des de l'Acadèmia de Madrid es va nomenar el 26 de gener de 1794, a l'arquitecte Antonio Losada perquè projectés els plànols del temple de Torrefarrera.
No es conserven notícies documentals del procés constructiu, ja que amb la Guerra Civil van desaparèixer molts documents. La data que apareix al basament de la creu que hi ha la part superior de la façana, 1799, indica segurament l'acabament del temple.